# Вальтер Ломанн
Вальтер Георг Ломанн (нім. Walter Georg Lohmann; 11 грудня 1891, Зіген — 13 квітня 1955, Гамбург) — німецький військово-морський діяч, віце-адмірал крігсмаріне. Кавалер Німецького хреста в сріблі.

## Біографія
1 квітня 1910 року вступив на флот. Пройшов підготовку на важкому крейсері «Фрейя» і у військово-морському училищі в Мюрвіку. Учасник Першої світової війни, служив на важкому крейсері «Принц Генріх» (5 серпня 1914 — 26 серпня 1915). 27 серпня 1915 року переведений в підводний флот. З 17 червня 1918 року — 2-й офіцер Адмірал-штабу в штабі командувача підводним флотом.
Після закінчення війни залишений на флоті. З 1 квітня 1921 року — інструктор, з 17 березня 1922 року — командир роти військово-морського училища в Мюрвіку. 19 травня 1924 року переведений в інспекцію навчальних закладів. З 6 січня 1925 року — торпедний офіцер на лінійному кораблі «Гессен». З 21 вересня 1926 року — референт торпедного випробувального інституту в Еккерн-фіорді. 1 жовтня 1928 року переведений в Морське керівництво референтом. З 26 вересня 1931 року — 1-й офіцер легкого крейсера «Кенігсберг». З 1 лютого 1933 року — офіцер Адмірал-штабу в Морському управлінні Гамбурга. З 26 серпня 1936 року — командир легкого крейсера «Емден».
29 вересня 1937 року очолив квартирний відділ ОКМ. З 13 жовтня 1939 року — начальник військово-морського училища в Мюрвіку. 1 жовтня 1942 року призначений адміралом військово-морського управління Гамбурга, а з березня 1943 року — також командиром морської зенітної бригади «Північ». 23 лютого 1945 року переведений в розпорядження Вищого морського командування «Північ», 30 квітня звільнений у відставку.

## Звання
- Кадет (1 квітня 1910)
- Фенріх-цур-зее (15 квітня 1911)
- Лейтенант-цур-зее (27 вересня 1913)
- Оберлейтенант-цур-зее (22 березня 1916)
- Капітан-лейтенант (1 січня 1921)
- Корветтен-капітан (1 грудня 1928)
- Фрегаттен-капітан (1 липня 1934)
- Капітан-цур-зее (1 січня 1936)
- Контр-адмірал (1 січня 1940)
- Віце-адмірал (1 березня 1942)

## Нагороди
- Залізний хрест
  - 2-го класу (27 квітня 1916)
  - 1-го класу (29 квітня 1918)
- Ганзейський Хрест (Гамбург; 1 листопада 1918)
- Нагрудний знак підводника (1918)
- Німецький імперський спортивний знак
- Почесний хрест ветерана війни з мечами (30 січня 1935)
- Медаль «За вислугу років у Вермахті» 4-го, 3-го, 2-го і 1-го класу (25 років; 2 жовтня 1936) — отримав 4 нагороди одночасно.
- Орден «Святий Олександр», командорський хрест (Третє Болгарське царство; 30 листопада 1936)
- Орден Священного скарбу 3-го класу (Японська імперія; 20 січня 1937)
- Орден Сяючого нефриту 5-го класу (Китайська республіка; 10 жовтня 1937)
- Орден морських заслуг (Іспанія) 3-го класу, білий дивізіон (21 серпня 1939)
- Хрест Воєнних заслуг
  - 2-го класу з мечами (30 січня 1941)
  - 1-го класу з мечами (30 січня 1942)
- Німецький хрест в сріблі (11 березня 1945)

## Літратура
- Залесский К. А. Кригсмарине. Военно-морской флот Третьего рейха. — М.: Эксмо, 2005. ISBN 5-699-10354-6
- Patzwall K., Scherzer V., Das Deutsche Kreuz 1941—1945, Geschichte und Inhaber Band II, Verlag Klaus D. Patzwall, Norderstedt, 2001, ISBN 3-931533-45-X